# Adam Leszczyński (major)
Adam Bronisławowicz Leszczyński (ros. Адам Брониславович Лещинский, ur. 24 grudnia 1920 we wsi Jakubowicze obecnie w rejonie kopylskim w obwodzie mińskim, zm. 8 września 2006 w Grodnie) – radziecki wojskowy, major, Bohater Związku Radzieckiego (1944).

## Życiorys
Urodził się w rodzinie chłopskiej. Deklarował narodowość białoruską. Skończył 7 klas szkoły i kursy traktorzystów, pracował jako traktorzysta w Stacji Maszynowo-Traktorowej. Od 1940 służył w Armii Czerwonej, od lipca 1941 jako żołnierz wojsk pancernych uczestniczył w wojnie z Niemcami, walczył na Froncie Zachodnim w obwodzie witebskim, bitwie pod Smoleńskiem i bitwie pod Moskwą. W 1942 ukończył przyśpieszony kurs szkoły wojsk pancernych w Czkałowie (obecnie Orenburg), a w 1942 2 Kijowską Szkołę Artylerii i został dowódcą baterii, walcząc na Froncie Woroneskim i 1 Ukraińskim. Brał udział w bitwie kurskiej, wyzwalaniu Lewobrzeżnej Ukrainy i bitwie o Dniepr. 23 października 1943 przy przełamywaniu obrony przeciwnika na prawym brzegu Dniepru w rejonie mironowskim w obwodzie kijowskim dowodzona przez niego bateria w składzie 1450 pułku artylerii samochodowej 10 Korpusu Pancernego 10 Armii zadała wrogowi duże straty, a on sam został ranny. W 1946 ukończył wyższą oficerską szkołę artylerii samochodowej, w 1948 zakończył służbę w stopniu majora. W 1957 ukończył Woroneski Instytut Rolniczy, później zajmował się zagadnieniami rozwoju rolnictwa w obwodzie grodzieńskim, gdzie pracował m.in. jako starszy inżynier.

## Odznaczenia
- Złota Gwiazda Bohatera Związku Radzieckiego (10 stycznia 1944[1])
- Order Lenina (10 stycznia 1944)
- Order Czerwonego Sztandaru
- Order Wojny Ojczyźnianej I klasy (11 marca 1985)
- Order Za Służbę Ojczyźnie III klasy (Białoruś, 15 kwietnia 1999)

I medale.